# Lễ hội hoa hồng ở Kutno

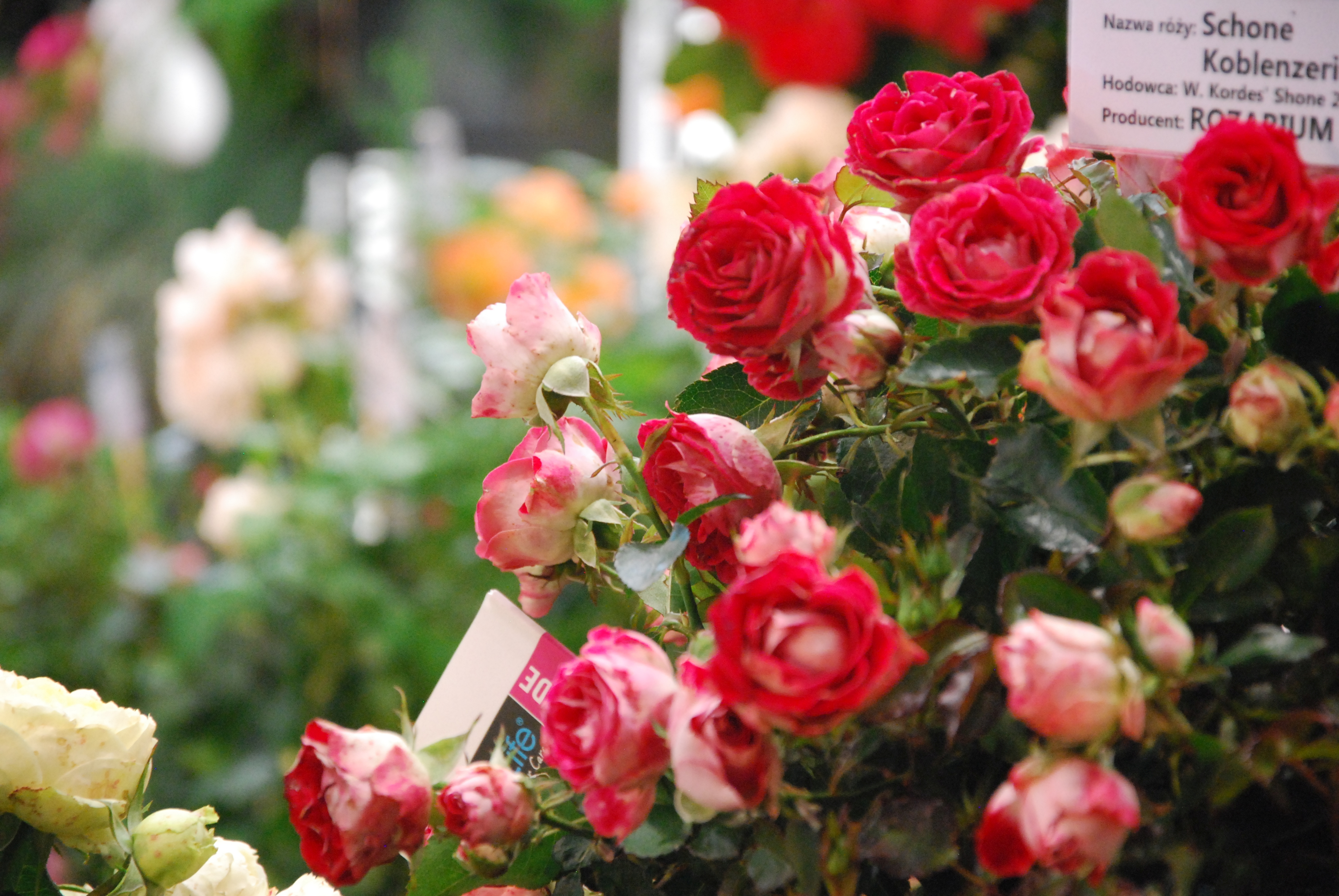
Lễ hội hoa hồng ở Kutno (2017)

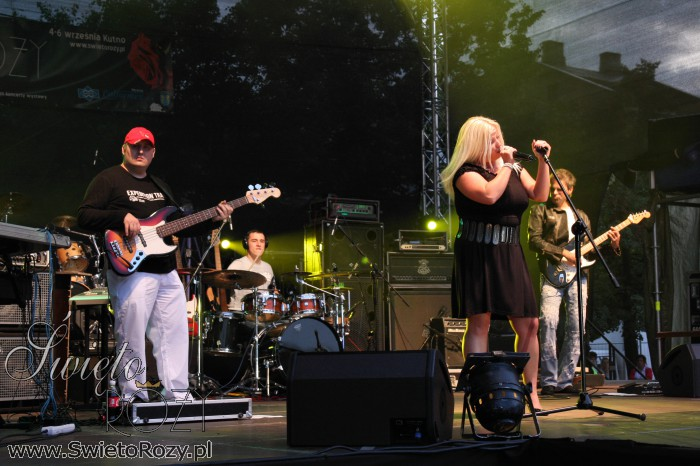
Ban nhạc Ysia and Friends tại Lễ hội hoa hồng (2009)

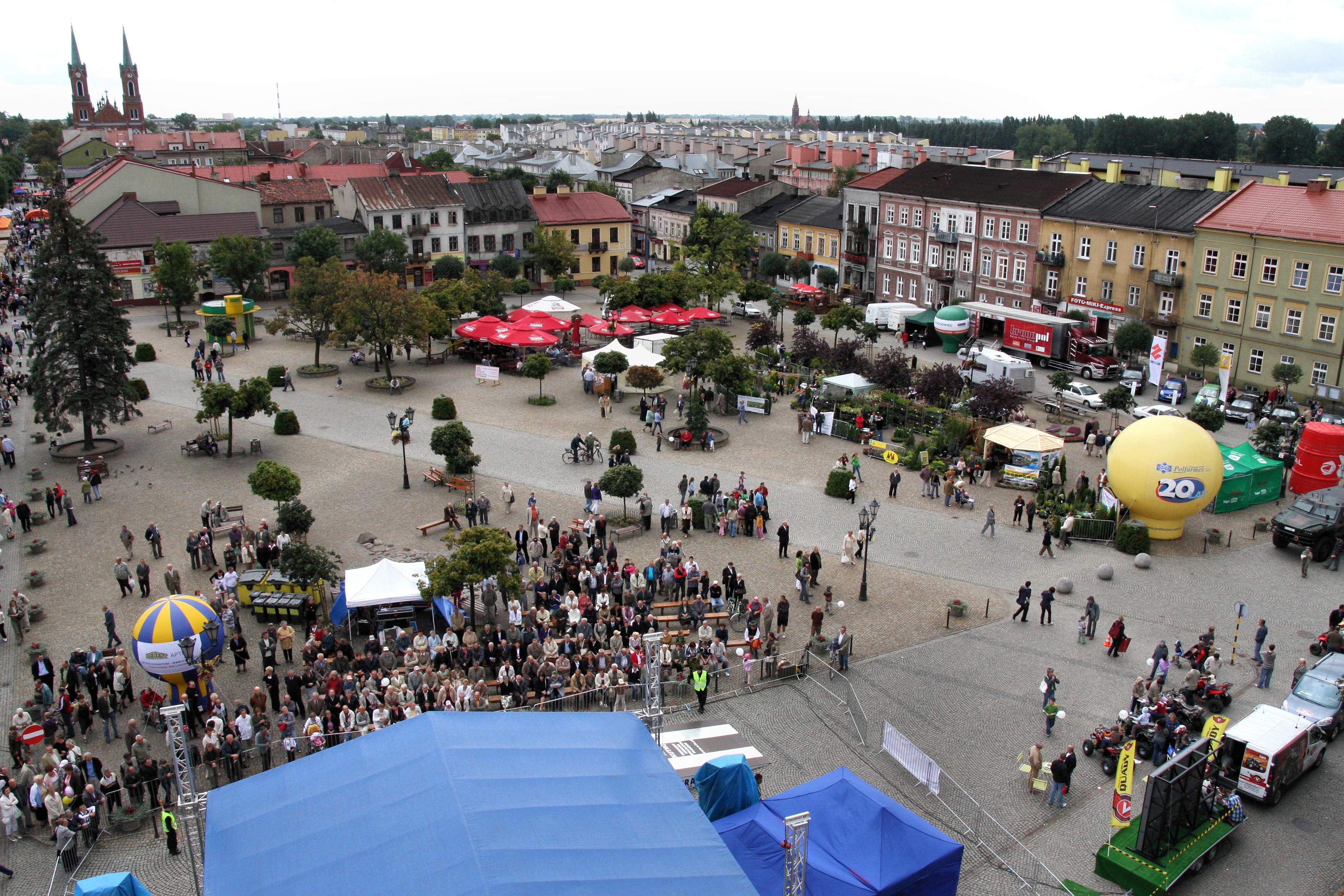
Lễ hội hoa hồng (2009)

Lễ hội hoa hồng ở Kutno (tiếng Ba Lan: Święto Róży) là một lễ hội thường niên về hoa hồng và nghệ thuật cắm hoa diễn ra tại thị trấn Kutno, Ba Lan, bắt đầu từ năm 1974. Hàng năm, sự kiện thường diễn ra vào cuối tuần đầu tiên của tháng 9 (có thể vào thứ Bảy, Chủ Nhật hoặc thứ Hai). Trung tâm Văn hóa Kutno là đơn vị tổ chức lễ hội thú vị và đầy sắc màu này.
Lễ hội còn đi kèm với nhiều sự kiện văn hóa và giải trí hấp dẫn khác như: hội chợ hoa, các buổi biểu diễn âm nhạc (thường là nhạc rock và pop), công viên giải trí, khu vực ăn uống và khu vui chơi dành cho trẻ em.
Lễ hội hoa hồng ở Kutno là nơi quy tụ các giống hoa hồng tuyệt đẹp từ những bậc thầy trồng hoa và các nhà sản xuất nổi tiếng đến từ Ba Lan và các nước khác, chẳng hạn như: Latvia, Nga hay Litva. Đây đích thực là một sự kiện này không thể bỏ lỡ đối với cư dân ở Kutno cũng như những du khách yêu thích vẻ đẹp của hoa hồng, âm nhạc và các hoạt động giải trí.

## Chủ đề
Lễ hội còn đặt ra các chủ đề hết sức thú vị qua mỗi năm để các nghệ nhân hoa hồng thỏa sức sáng tạo, chẳng hạn như:
- Năm 2007: 33 Sztuki Róż (33 nghệ thuật hoa hồng)
- Năm 2008: Ogród Poezji (Vườn thơ)
- Năm 2009: Skarby Królowej (Kho báu của Nữ hoàng)
- Năm 2016: W ogródku Pana Szekspira (Trong khu vườn của Shakespeare)
- Năm 2017: Róża w Krainie Czarów (Hoa hồng ở Xứ sở thần tiên)